# Aileen Wuornos
Aileen Carol Wuornos (29 tháng 2 năm 1956 – 9 tháng 10 năm 2002) là một nữ tội phạm giết người hàng loạt người Mỹ với tổng số 7 nạn nhân. Năm 2002, cô ta bị kết án tử hình bằng cách tiêm thuốc độc. Bộ phim điện ảnh Monster (2003) được dựa trên câu chuyện của cô (do Charlize Theron thủ vai).

## Cuộc đời
Wuornos chịu ngược đãi và bị mọi người xa lánh từ nhỏ. Cả đời của Aileen Wuornos sống quanh những kẻ tội phạm và chính người phụ nữ này cũng dính đến các vụ phạm tội trước khi tàn sát nhiều người vào năm 1989, sát hại 7 người đàn ông chỉ trong 1 năm. Đây là một ngoại lệ trong hồ sơ cá nhân điển hình của những kẻ giết người hàng loạt là nữ giới với mục tiêu nhằm vào lợi ích tài chính của những người họ biết. Sát thủ Góa Phụ Đen là một hình mẫu của những kẻ giết người hàng loạt trong phương tiện truyền thông.
Bà ta xuất thân từ Rochester, Michigan (Mỹ) với tên nhũ danh là Aileen Carol Pittman. Mẹ cô do không đủ sức nuôi hai con nên đã giao Aileen và anh trai Keith cho cha nuôi dưỡng. Người cha này nổi tiếng là vô đạo đức, nên hai đứa con phải sống trong sự thù hằn của hắn. Nhưng chỉ vài năm sau thì người cha chết và hai đứa con phải sống với ông bà ngoại - Lauri và Britta Wuornos. Sau khi trở thành con nuôi hợp pháp, Aileen và Keith được đổi sang họ Wuornos. Nhưng ông bà ngoại cũng nghiện rượu và hung bạo không kém người cha của hai đứa trẻ. Aileen chỉ thật sự khám phá họ chính là ông bà ngoại ruột của mình khi lên 12 tuổi. Lúc đó Aileen bắt đầu nổi loạn chống lại Lauri và Britta Wuornos.
Ngay từ nhỏ, cô đã biết đổi tình lấy kẹo và thuốc lá ở trường học lúc 11 tuổi. Năm 1971, lúc mới 14 tuổi, Aileen mang thai. Trong thời gian này Aileen có thái độ sống rất xa cách và thù hằn với mọi người chung quanh, cô có con từ năm 15 tuổi và đã đem đứa bé cho đi làm con nuôi. Sau đó Wuornos có quan hệ loạn luân với anh ruột của mình nhưng sau đó cái chết của anh trai Keith đã thay đổi cuộc sống của cô, cô sống bất cần đời, nghiện ma túy và làm gái điếm lấy tiền nuôi thân. Sau đó, Wournos lao vào cuộc đời của một tên trộm, cướp có vũ trang, đánh lộn ở các quán bar và thường xuyên ra vào nhà tù, cho tới khi trôi dạt sang phía nam tới vùng Florida.
Tại Florida, Aileen kết hôn với Lewis Fell, một ông già giàu có, nhưng sau khi Aileen bộc lộ bản tính hung bạo và ăn cắp tiền của chồng, cuộc hôn nhân nhanh chóng kết thúc. Aileen lại bị tống ra đường phố và bước vào cuộc sống của một ả tội phạm, chuyên làm giấy tờ giả và ăn cắp vặt. Suốt trong nhiều năm trời, Aileen vào tù ra khám như cơm bữa. Năm 1986, Aileen quen biết Tyria Moore, một ả cũng cùng hội cùng thuyền với mình, trong một quán bar của người đồng tính luyến ái. Hai cô gái giang hồ trở thành tình nhân của nhau. Thời gian này Aileen vẫn tiếp tục hành nghề mại dâm bán dâm trên đường cao tốc để nuôi sống cả hai và họ sống chung trong một khách sạn tồi tàn ven xa lộ. Tiền bạc ra đi chóng vánh cùng với mối tình của hai người. Kết quả cuối cùng là họ chia tay, mỗi người một ngả. Và từ đây cô bắt đầu giết người.

## Các vụ án

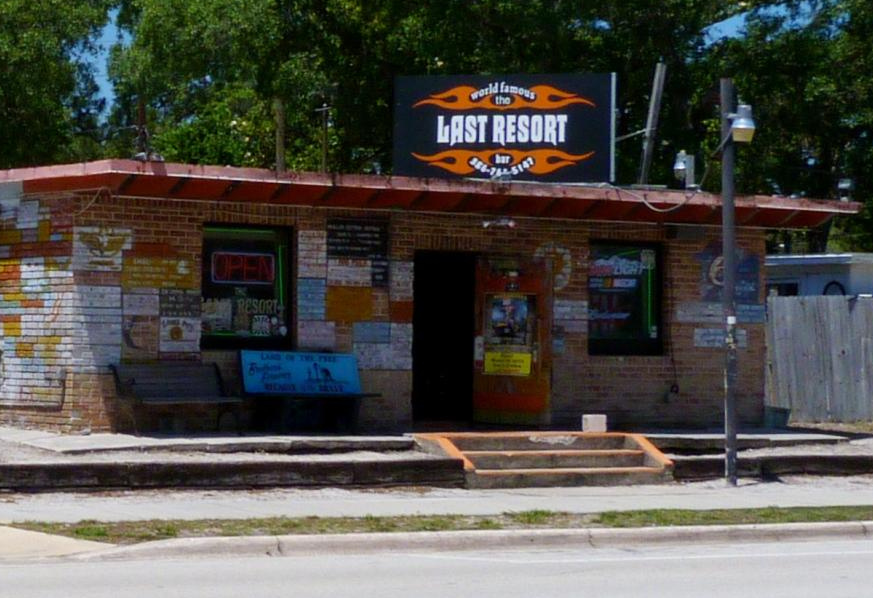
Quán bar The Last Resort ở hạt Volusia nơi Aileen Wuornos phạm tội

- Nạn nhân đầu tiên của người phụ nữ này là chủ một cửa hiệu Richard Mallory, người bị Wuornos cướp và bắn chết tại Clearwater vào 30 tháng 11 năm 1989. Khoảng cuối năm 1989, Cảnh sát Florida phát hiện xác chết của Richard Mallory, doanh nhân vùng Clearwater, là tay chơi bời, trác táng. Richard bị bắn 3 phát đạn từ khẩu súng cỡ nòng 22.
- Nạn nhân tiếp theo là David Spears, công nhân xây dựng, hồi tháng 6 năm 1990. David bị Wuornos bắn 6 phát và vứt xác bên vệ đường. Ban đầu một người mất tích ngày 1 tháng 6 năm 1990, một cái xác khác tìm thấy cách Tampa khoảng 64 km về phía bắc. Sau khi xét nghiệm răng, nhà chức trách kết luận đó là xác của Davis Spears, một thợ máy xe tải nặng.
- Các nạn nhân tiếp theo lần lượt là Charles Carskaddon người bị bắn 9 lần bằng một khẩu súng lục cỡ nòng 22 và Peter Siems dấu vân tay của Wuornos được tìm thấy trên chiếc xe bỏ không của nạn nhân nhưng xác Peter không thể tìm được. Cả xác biến dạng được phát hiện ở Pasco County sau đó nạn nhân được xác định là Charles Carskaddom. Trong cả hai vụ án, nạn nhân đều bị bắn chết bởi cùng một khẩu súng lục cỡ nòng 22.
- Người bán xúc xích Troy Burress bị bắn hai phát và xác bị vứt dưới mương.
- Cựu thiếu tá không quân Charles Humphreys bị bắn 6 phát vào đầu và người.
- Nạn nhân cuối cùng của Wuornos là Walter Antonio, thi thể găm đầy vết đạn của người đàn ông này được tìm thấy ở một đoạn đường ít người qua lại.

## Điều tra
Vào thời điểm đó, cảnh sát đã ghép dấu vân tay của Wuornos với các nạn nhân và bắt giữ người phụ nữ này bên ngoài một quán bar. Đại tá Steve Binegar, Trưởng phòng Điều tra tội phạm của Cơ quan Cảnh sát hạt Marion, nhanh chóng nhận định những cái chết này đều có liên quan với nhau và chắc chắn hung thủ chỉ là một người với khẩu súng lục cỡ nòng 22, dấu tay tìm thấy trong chiếc xe hơi của Peter Siems vẫn còn là điều bí ẩn - nó không có trong hệ thống nhận diện dấu tay tự động của Cơ quan cảnh sát.
Chuyên gia về dấu tay Jenny Ahern bắt đầu cuộc truy tìm vất vả trong mọi hồ sơ của hạt Volusia và cuối cùng tìm được người chủ dấu tay đó chính là Lori Grody, người từng bị bắt giam vì tội sử dụng súng năm 1986. Thông tin tức khắc được chuyển đến Washington và tại Trung tâm Thông tin tội phạm quốc gia giúp nhóm điều tra biết được Lori Grody tức là Aileen Wuornos. Ngày 9 tháng 1, Cảnh sát hạt Volusia bắt giữ ngay Aileen Wuornos. Ngày hôm sau, cô Tyria Moore cũng bị bắt tại Pennsylvania.

## Xét xử
Sau khi đã quá mệt mỏi trước bao cuộc thẩm vấn của Cơ quan điều tra tội phạm, cuối cùng Aileen Wuornos chính thức thú tội vào ngày 16 tháng 1 năm 1991. Phiên tòa xét xử vụ án mở ra ngày 14 tháng 1 năm 1992 và kéo dài 13 ngày. Bồi thẩm đoàn mất 2 giờ để có kết luận cuối cùng. Bản án tử hình được đề nghị, mặc dù bác sĩ tâm thần chứng nhận Aileen Wuornos bị rối loạn tâm thần nặng. Nhiều tháng sau, Aileen bị kết thêm tội giết chết Dick Humphreys, Troy Burress, David Spears, Charles Carskaddon và Walter Gino Antonio và trong mỗi vụ này Aileen đều lãnh án tử hình. Aileen Wuornos bị hành hình bằng mũi tiêm thuốc độc ngày 9 tháng 10 năm 2002 tại hạt Broward. Vụ hành hình Aileen Wuornos biến cô thành nữ tội nhân thứ 10 ở Mỹ và thứ 2 ở Florida bị xử tử từ sau khi án tử hình được xác lập năm 1976.

## Động cơ
Cô giết những người đàn ông lạ mặt để nguôi ngoai cơn thịnh nộ và bởi một khao khát báo thù mãnh liệt. Để tìm cách trả thù cho quãng đời đau khổ bị đánh đập và cưỡng hiếp do đàn ông gây ra, Wuornos đã giết những khách mua dâm đón cô trên đường cao tốc Florida. Cô ta sử dụng súng một phương pháp không mấy điển hình mà những nữ sát nhân hàng loạt khác hay dùng, chẳng hạn như thuốc độc để giết người. Cô ta khai rằng buộc phải giết người để tự vệ vì những người này định cưỡng hiếp cô ta. Hầu hết các nạn nhân của Wuornos đều bị bắn nhiều phát đạn vào người.

## Kết cục

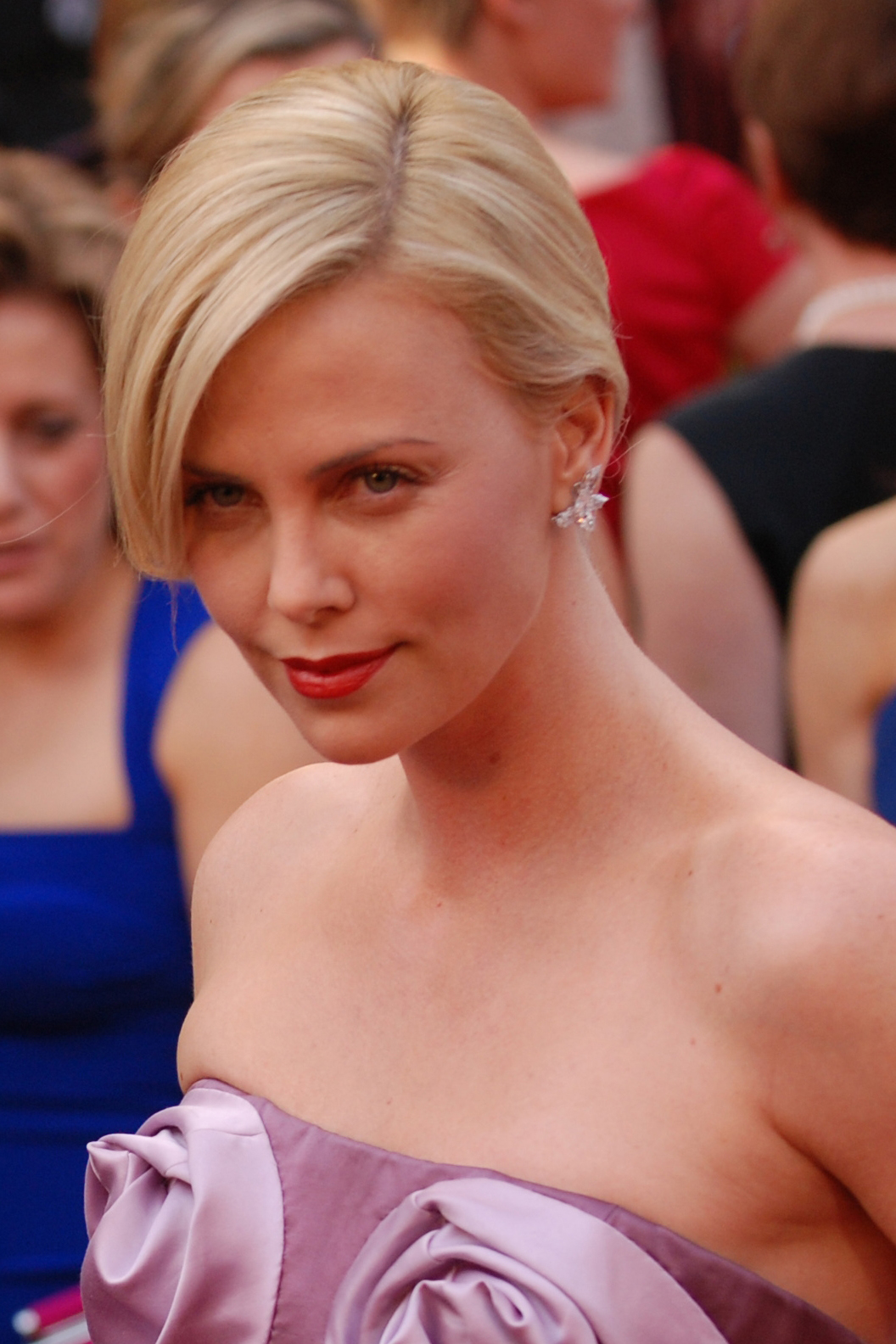
Charlize Theron người tái hiện Aileen Wuornos một cách xuất sắc trong bộ phim Monster (2003)

Wuornos bị kết 6 án tử hình và bị hành hình bằng cách tiêm thuốc tại Florida năm 2002. Aileen Wuornos là nữ tội nhân thứ 10 ở Mỹ và thứ 2 ở Florida bị xử tử từ sau khi án tử hình được xác lập năm 1976. Giờ đây cô ta sẽ được mọi người ghi nhớ đến là nữ tội phạm giết người hàng loạt đầu tiên trong lịch sử nước Mỹ.